# Publi Valeri Publícola (mestre de la cavalleria)
Publi Valeri Publícola (en llatí: Publi Valerius Publicola) va ser un magistrat romà que va viure al segle iv aC. Formava part de la gens Valèria i portava el cognomen de Publícola.
Va ser nomenat magister equitum del dictador Marc Papiri Cras l'any 332 aC. Segons explica Titus Livi Papiri Cras va ser nomenat dictador per conduir la guerra contra els gals que es creia que estaven a punt d'envair territori romà. Va deixar el càrrec juntament amb Publi Valeri quan es va comprovar que la sospita no tenia fonament.